# USCSS Nostromo
A USCSS Nostromo egy fiktív teherszállító kereskedelmi űrcirkáló az Alien-filmekben. A Nyolcadik utas: a Halál című filmben jelenik meg. Ezután számos videojátékban és filmben említik az űrhajót. 2122-ben Ellen Ripley megsemmisíti a Nostromót, hogy az idegen lényt, a xenomorfot elpusztítsa, amely a hajó legénységét lemészárolta. Évekkel később a roncsát és a feketedobozát Marlow és az Anesidora legénysége találja meg a Zeta II Reticuli rendszerben.

## A hajóról
A Nostromót a Lockmart gyártotta 2101-ben kereskedelmi tehervontatónak. Később 2116-ban vontatóhajónak építik fel, hogy ércet szállítson a Thedus és a Föld között. Az átépítés során egy erősebb hajtóművek szereltek be, egy Rolls-Royce N66 Cyclone hajtóművet, ami több mint 65 380 négyzettonna nyomást tud előállítani, miközben vizet használnak ellennyomásként. A magassága 98 méter, a szélessége 215 méter, a hossza 334 méter. Az energiaforrását egy Laratel WF-15 Fúziós Reaktortól kap.
Miután, hogy tehervontatóként felépítették a Nostromo érceket szállított a Föld és a Thedus között. Ez úgy nézett ki, hogy a rakomány nem a hajóban, hanem egy tárolóban volt, egy automata finomítóban. Ezt az út során húzza, amíg a Naprendszerig nem dolgozza föl az ércet. 2122 júniusában 20 millió tonna érccel szállt fel, ami a Nostromo utolsó útja volt.
Ekkor csatlakozott Ash a legénységhez. Útja során egy különös jelzést fog a Zeta II Reticuli Calpamos bolygó második holdjáról az LV-426-ról. A legénysége  leszáll a holdra és egy elhagyott űrhajóra bukkannak. De Kane-re egy arctámadó rátapad, így kénytelenek visszamenni a hajóra. Később Kane-ből egy parazita lény kitör, megnő és elkezdi leölni a legénységet.
Egyedül Ripley éli túl, és felrobbantja a Nostromót: az egyik komppal, a Narcissussal elmenekül. Évekkel később 2179-ben az Anesidora legénysége megtalálja a roncsát és a feketedobozát. De ők is felfedezik a különös jelzést a holdról.

## Megjelenése

### A filmekben
A nyolcadik utas: a Halál

### Videojátékokban
- Alien: Isolation – Nostromo Extendended
- Alien: Isolation (csak megemlítve)